# Volteo

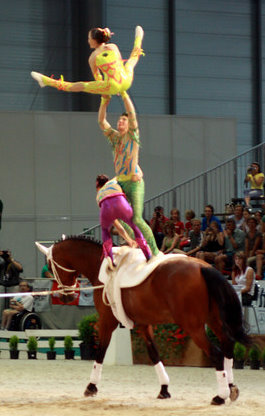
Volteo.

El volteo es un deporte ecuestre en el que personas realizan acrobacias sobre un caballo al galope en círculo, guiado "a la cuerda" por un conductor. Es uno de los eventos ecuestres competitivos reconocidos por la Federación Ecuestre Internacional, junto con el salto, adiestramiento, concurso completo, enduro ecuestre, enganches, salto alto, horseball y las demostraciones ecuestres.

## Historia
Esta disciplina es una derivación de antiguas prácticas ecuestres relacionadas con el ámbito militar. Desde los mongoles comandados por Gengis Khan hasta las últimas escuelas militares de caballería, la acrobacia a caballo ha constituido una forma de entrenamiento para afrontar de la mejor forma los más duros combates durante las guerras.
Como deporte, los antecedentes se remontan a la antigua Roma, cuando junto a carreras de caballos y se practicaban coreografías acrobáticas sobre caballos a pleno galope que constituían el programa educacional y de esparcimiento de los jóvenes romanos de alto nivel social.

## Participantes
- Los volteadores: son responsables no solo de sí mismos, sino también de sus compañeros y del caballo.
- Los conductores de cuerda: son los especialistas que manejan al caballo para lograr de los volteadores su óptimo rendimiento.
- Los caballos: deben ser sumisos y tener un galope con ritmo.